# Stenmuseet i Sibbhult

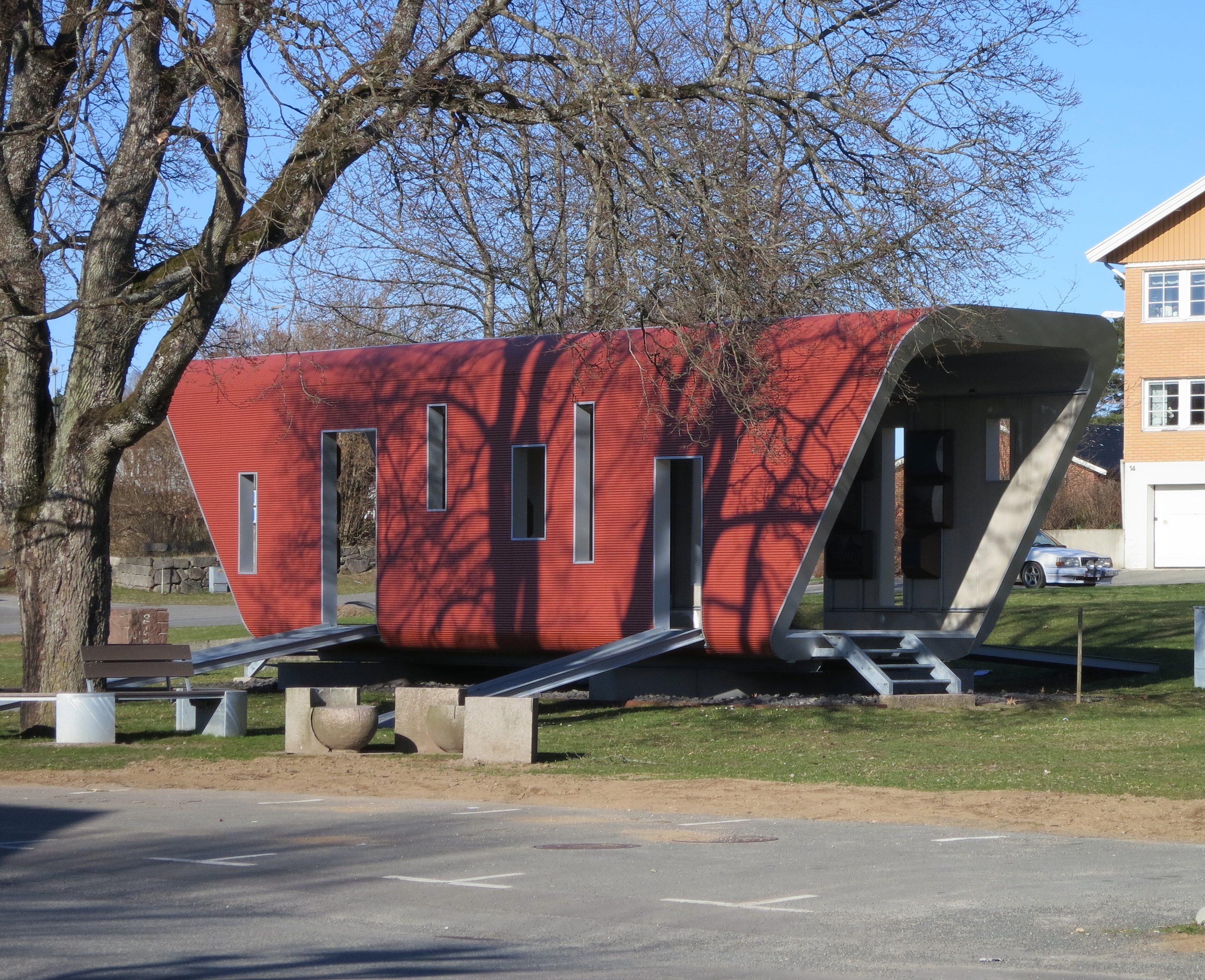
Stenmuseet i Sibbhult

Stenmuseet i Sibbhult är ett utomhusmuseum med en öppen informationsbyggnad på den tidigare stenlastplatsen på bangården till den nedlagda järnvägen i Sibbhult.
Stenmuseet invigdes 2012 och drivs av föreningen Stenriket, vilken som medlemmar har ett antal stenindustrier, som verkar i nordöstra Skåne. Det beskriver guldåldern i den svenska stendustrin från slutet av 1800-talet till slutet av andra världskriget.